# シグナル100
『シグナル100』（シグナルひゃく）は、宮月新原作、近藤しぐれ作画による日本の漫画。
学級崩壊したクラスの生徒たちが担任教師によって特定の行為をすると自殺するよう、後催眠暗示をかけられたことで、生き残りをかけて極限状態に陥っていくサスペンス作品。また、宮月の代表作にあたる作品である。
『ヤングアニマル』（白泉社）にて、2015年No.15から2016年No.20まで連載された。単行本は全4巻（白泉社ヤングアニマルコミックス）。連載終了後、スピンオフ『シグナル100 零』が制作された。
実写映画化され、2020年に公開された。

## あらすじ
私立聖新高等学校の2年C組は、ある日、視聴覚室で行われた授業の際に見せられた謎の映像と音声によって自殺暗示催眠にかけられてしまう。
催眠発動の『シグナル』は全部で100。泣く、立つ、座る、水を飲む、当たり前の行動までもが死につながる状況の中でのデスゲームが始まってしまう。

## 登場人物

### 私立聖新高等学校2年C組 生徒

#### 主要生徒
樫村怜奈（かしむら れな）
演 - 橋本環奈
主人公。眼鏡をかけた少女で、クラスメイトや下部ら教師を冷めた目線で見ている。井沢曰く、2年C組三大美人の一人。クラス内では友達がいないが、同じクラスメイトの榊に信頼と好意を寄せている。体育教師の岩崎の性的暴行から榊に助けられるも、彼が停学処分になる遠因になったことを悔やんでいる。
実写映画版では明るい性格となっている一方、眼鏡をかけていない。バドミントン部に所属している。法学部志望。
榊蒼汰（さかき そうた）
演 - 小関裕太
もう一人の主人公。正真正銘の優等生で、勉強、運動、腕っ節全てにおいて学年で１位。樫村が岩崎に襲われていたところを発見し、岩崎を半殺しにしたことで停学処分となった。そのため、下部の後催眠を逃れている。
学校から呼び出されており登校したところ、樫村に助けを求められたため、和田に代わるもう一人のリーダーとしてクラスを引っ張る。
実写映画版ではサッカー部に所属。
和田隼（わだ はやと）
演 - 瀬戸利樹
クラス一の問題児に当たる不良生徒。クラスの中心人物として、下部を執拗にイジメていた。榊が停学になった途端、「和田グループ」を作り上げて新たなクラスのリーダーとして君臨。外見に反して学級崩壊を引き起こした。
榊に次ぐ学力と運動神経を誇る秀才でもあり、催眠を掛けられた直後も危機を打破するために行動を起こす等、かなり度胸やカリスマ性がある。その一方で、一部の暗示しか教えない等、実際は自分の利益しか考えていない。樫村曰く、榊とは光と影のような存在。実は親を早くに亡くしており、3人の幼い妹弟を育てている。
実写映画版ではクラスメイト達から距離を置く生徒に変更されているため、不良生徒の一面はない。
羽柴健太（はしば けんた）
演 - 中田圭祐
正義感の強い体育会系男子。一時的に和田や榊に代わりクラスを引っ張る、クラス内を混乱させる園田を落ち着かせる等の活躍を見せる。品行も良かったが、大方のクラスメイト同様、下部をいじめて楽しんでいた。最終盤まで生き残るが、守ると決めた園田を榊に殺されたことで憤慨し彼を刺殺。その結果、禁止行動「他人に暴力を振るう」で自殺暗示が発動し、飛び降り自殺をした。クラスで35番目の犠牲者。
実写映画版では野球部に所属し、園田樹里とは恋人関係。終盤まで生き残るも和田の策略にハマり、園田から身を挺して守ったことで禁止行動「酒を浴びる」にて自殺暗示が発動。彼女に謝罪をしながら、電動ドリルを使用し、自らの頭部に穴をあけ死亡。
村瀬駿（むらせ しゅん）
カチューシャと猫目が特徴的。いわゆるチャラ男で軽薄な性格をしている。「ボーナスタイムが発令された際にはクラス内で『死んでもいい人間を決める』という提案をする」「佐々木を罠にハメて殺害する」等、園田と共に何かとクラス内を混乱させる。園田と仲が良い描写が多く、幼児退行化した彼女からは「おにいちゃん」と呼ばれ慕われていた。最終盤まで生き残った際に樫村や奈良を追い詰めるが、逆に奈良の罠にハマり禁止行動「指差しをする」で自殺暗示が発動し、眉間に指を突き刺し死亡した。クラスで32番目の犠牲者。
原作での活躍が多い生徒だったが、実写映画版では割合もあり登場しない。
朝比奈優子（あさひな ゆうこ）
演 - さいとうなり
いじめられっ子。そばかすが特徴。クラス内でも影が薄く、日常的に園田達から執拗ないじめを受けていた。表では樫村や榊らクラスメイトに好意的に接していたが、実際には「裏切者」となり後催眠を利用して自分を虐めた園田、三井、佐々木や助けなかったクラスメイト達に復讐しようと企んでいた。
園田のポケット内にボーナスタイム「自殺合図051～070をすべて判明させる」に関するメモを残し、クラスメイト達を研修棟に誘導。自由に動くことができる榊をスタンガンで気絶させた後は、ボーナスゲームの支配者となり、園田を中心にクラスメイト達を追い詰める。榊が復活した後は拘束され、「実験台」を園田に固定することを条件に、自殺合図051～070を全て教えることを飲む。しかし最終的には裏切りゲームは失敗、園田の精神を崩壊させた。その後は樫村の説得を受けて改心し、襲ってくる篠田や西川といった教師たちと対決し撃退する。最期は校長が樫村らを襲った際に身を挺して皆を守り、斧により惨殺されるがメスを心臓に突き刺し相討ちとなった。クラスで14番目の犠牲者。
実写映画版ではギャル系女子となっており、箕輪に従わされている一面を見せている。終盤まで生き残るが和田の策略にハマり、禁止行動「酒を浴びる」にて自殺暗示が発動。壁に頭を打ち付け死亡。
小宮山澪織（こみやま みおり）
演 - 北村優衣
おっとりなお嬢様系。ヘアバンドで髪をまとめている。井沢曰く2年C組三大美人の一人。全国コンクール銀賞のピアノの腕を持つが、現在は止めている。
コマとして動かされた朝比奈とは異なり、本当の「裏切者」。林間学校において箕輪や園田らが作り出したクラスの空気を気にして、朝比奈に暴力を振るったことで小指を骨折。その後も空気を気にして治療が遅れ、指はピアノを弾ける状態ではなくなった。そのことにより大切な夢を失い自分の愚かさを知ったことで、皆にも自分の愚かさに気づいててほしいと考え、本当の「裏切者」として下部に協力した。
最終的にピアノを弾き全員を眠らせ、ゲーム「午前5時生き残った人の合図が全員のものになる」を実行。その準備の際、いち早く気絶から覚めた榊によりゲームを中止するよう説得されるがそれを拒否し、樫村を守ると決心した榊に殺害される。クラスで26番目の犠牲者。
実写映画版ではギャル系女子グループのリーダーとなっており、箕輪に従わされている一面を見せている。終盤まで生き残るが和田の策略にハマり、禁止行動「酒を浴びる」にて自殺暗示が発動。ガラス窓に自ら突っ込み死亡。
園田樹里（そのだ じゅり）
演 - 山田愛奈
ギャル系女子。朝比奈をいじめていたリーダー格。羽柴に好意を抱いているが、自身の事を彼に釣り合う存在になれていないと思っている。
タイプの異なる箕輪と口論を起こす等、村瀬と共にクラス内を何かと混乱させる。第二のボーナスタイムで朝比奈の指示で「実験台」にされ、失敗後は幼児退行を起こす。最終的に樫村を殺そうとして、それを阻止した榊に刺殺された。クラスで33番目の犠牲者。
実写映画版では図書委員となり、真面目な女子生徒となっている。羽柴健太とは恋愛関係。和田と共にクラスを支配しようと企むが、うまいように利用された挙句、彼氏の羽柴も殺され逆上。和田を何度も殺そうとしたが、禁止行動「他人に暴力を振るう」で自殺暗示が発動し、和田に傷一つつけることができないまま死亡する。
箕輪紀子（みのわ のりこ）
演 - 恒松祐里
お嬢様系でクラス委員。小宮山とは親友関係で一緒に行動している事が多い。樹里曰く「ドブス偽善者」。榊の事が好きだったために、樫村に嫉妬し体育教師の岩崎に彼女を襲わせた張本人。また、朝比奈の事も友達ぶりながらいびって楽しんでいた。
最終盤まで生き残るが、村瀬に追い詰められた樫村を救おうとした際、禁止行動「後ろを振り向く」にて自殺暗示が発動し死亡した。クラスで31番目の犠牲者。
実写映画版ではサッカー部マネジャーとして登場。身体が弱く、自分の身を案じてくれた榊に好意を寄せている。その反面、樫村を敵視している。

#### その他男子生徒
井沢学（いさわ まなぶ）
演 - 白石拳大
自らを「盗撮師」と呼ぶ盗撮の常習犯。下部が流した催眠ビデオを運よく盗撮していた。それを利用して自分だけのハーレムを実現しようと企んでいた。しかし、和田の口車に乗せられて盗撮した映像を見せた後、和田の策略にはまり、禁止行動「勃起した性器に手を触れる」を実行したことで自殺暗示が発動。自らの性器を握りつぶし死亡。クラスで4番目の犠牲者。
実写映画版では帰宅部の生徒として登場。和田に利用され、原作同様の禁止行動により死亡する。
江崎大和（えざき やまと）
演 - 吉田仁人
購買のパンをいつも盗んでいる。第二のボーナスタイムで、樫村を生かすため、榊に気絶させられる。その後、ボーナスタイムの制限時間オーバーにて自殺。クラスで17～20番目の犠牲者。
実写映画版ではダンス部所属。小山内と恋愛関係にある。小山内と共に追い込まれ、彼女と禁止行動「10秒以上見つめ合う」を実行したことで、自らの身体に槍を刺し自殺。
加藤涼（かとう りょう）
演 - 神田穣
ホールのドアをチェックした際、家族が死に逆上した篠田に鉢合わせ、包丁で刺殺される。クラスで21番目の犠牲者。
実写映画版ではラグビー部所属。終盤まで生き残るが和田の策略にハマり、禁止行動「酒を浴びる」にて自殺暗示が発動。体育館内の高台から飛び降り自殺をした。
久保田純哉（くぼた じゅんや）
演 - 中島健
束感の金髪が特徴の生徒。当初は樫村を「お高くとまった女」と嫌っていたが行動を共にするに連れ好意を持つようになる。樫村、小宮山、箕輪と共に食料を探しに行き、教師に襲われ怪我をした和田を発見する。その後、屋上から落下してきた竹中から樫村を守るために突き飛ばし、禁止行動「他人に暴力を振るう」で自殺暗示が発動。舌を自ら噛み切り死亡。クラスで15番目の犠牲者。
実写映画版では不良グループの一員として登場。正義感が強く、下部に殴りかかったことで禁止行動「他人に暴力を振るう」で自殺暗示が発動。壁に自らの頭を打ち付け死亡した。
児玉力（こだま りき）
演 - 小出水賢一郎
「和田グループ」の一員。小柄で小心だが弱い者には強く下部をいじめ抜いていた。逆上した篠田に追い詰められた際、和田にはめられ禁止行動「ドアを3回以上ノックする」で自殺暗示が発動。階段から刃物を持った篠田に飛びつき死亡。クラスで23番目の犠牲者。
実写映画版でも原作同様不良グループの一員として登場。終盤まで生き残るが和田の策略にハマり、禁止行動「酒を浴びる」にて自殺暗示が発動。自らヘリウムガスを吸い、身体を破裂させ死亡。
坂本紀人（さかもと のりと）
演 - 黒澤胤也
藤田、村瀬と共に失踪した園田を発見するが、幼児退行した園田が西川に襲われてしまい助けようとしたところを撲殺され死亡。クラスで13番目の犠牲者。
実写映画版ではラグビー部所属。吉川の死亡時に携帯電話を使用したため、禁止行動「携帯電話を使う」が発動し飛び降り自殺をした。
関克美（せき かつみ）
演 - 前原滉
肥満体のオタク。樫村、榊と共に井沢のカメラを視聴覚室に探しに行った。第二のボーナスタイムで、樫村を生かす為、榊に気絶させられる。その後、ボーナスタイムの制限時間オーバーにて自殺。クラスで17～20番目の犠牲者。
実写映画版ではダンス部に所属し、水谷とは恋愛関係。常にジャージを着ており、それにより禁止行動「ジャージを着る」が発動し飛び降り自殺をした。
田中春樹（たなか はるき）
安西の死に驚いた萩野に言い寄られバス内で転倒。禁止行動「つまづいて転ぶ」で自殺暗示が発動し、床に頭を打ち付け死亡。クラスで6番目の犠牲者。
実写映画版には未登場。
堂上真一郎（どのうえ しんいちろう）
演 - 市川理矩
「和田グループ」の一員。ツーブロックの髪型が特徴。和田を裏切った演技をして榊達に近づき、萩野を騙し殺害する等活躍する。その後、和田と共に榊が持ち出した暗示を封じ込められる薬を飲むが、効果は一時的でフラッシュバックを起こし嘔吐。禁止行動「地面におう吐する」で自殺暗示が発動し、自ら首の皮を剥ぎ死亡。クラスで16番目の犠牲者。
実写映画版でも原作同様不良グループの一員として登場。終盤まで生き残るが和田の策略にハマり、禁止行動「酒を浴びる」にて自殺暗示が発動。ろうそく立てを顔に突き刺し死亡。
中島公介（なかしま こうすけ）
「和田グループ」の一員。催眠を掛けられた直後は涙を流しながら和田を信用していた。しかし、その後和田を裏切り榊について行ったことで、見せしめとして禁止行動「25人以上のクラスメイトから一斉に指差される」で自殺暗示が発動。自ら鋸で頭を切り死亡した。クラスで9番目の犠牲者。
実写映画版には未登場。
日野匠（ひの たくみ）
演 - 宗綱弟
坊主頭が特徴。藤田とは幼稚園からの親友関係。榊と鉢合わせ彼の前で死亡する。その姿を見たクラスメイトからは榊が殺したと勘違いされたが、実際は禁止行動「小便を漏らす」による死だった。クラスで24番目の犠牲者。
実写映画版ではバスケ部の生徒となり、坊主頭ではない。藤田と共に禁止行動「ペットボトルの中身を飲む」で自殺暗示が発動。部室内にて首つり自殺をする。
藤田陽太郎（ふじた ようたろう）
演 - 東啓介
アフロヘアが特徴。大人しい性格。日野とは幼稚園からの親友関係。村瀬からは「トーテムポール」と呼ばれている。榊が日野を殺したと勘違いし、榊の首を絞めて殺そうとしたが躊躇い、小宮山に刺殺された。クラスで25番目の犠牲者。
実写映画版ではバスケ部の生徒となり、アフロヘアではない。日野と共に禁止行動「ペットボトルの中身を飲む」で自殺暗示が発動。部室内にて首つり自殺をする。
森聡志（もり さとし）
演 - 安田啓人
痩せ型でメガネのオタク。樫村、榊と共に井沢のカメラを視聴覚室に探しに行った。最終盤まで生き残るが、禁止行動「立つ」で自殺暗示が発動し、口に指揮棒を突き刺して死亡。クラスで27番目の犠牲者。
実写映画版でも同じくオタクとして登場。和田と園部に反発したが罠にハマり、禁止行動「漫画を読む」で自殺暗示が発動。電球を口に咥え感電死した。
山本英司 （やまもと えいじ）
演 - 栗原類
「和田グループ」の一員。後催眠をかけられた直後、和田の指示のもと下部に殴りかかり、禁止行動「他人に暴力を振るう」で自殺暗示が発動。壁に自らの頭を打ち付け死亡した。クラスで最初の犠牲者。
実写映画版ではDJ部所属のノリの軽い生徒と設定が変更。吉川絵美と仲が良く、彼女の死亡時に携帯電話で救急車を呼ぼうとしたため、禁止行動「携帯電話を使う」が発動。腕の動脈を噛み切って死亡した。
渡辺望 （わたなべ のぼる）
演 - 中島来星
目元のほくろがチャームポイントの男子。第二のボーナスタイムの際に回答をPCに打ち込む役割を担った。また、日野の死の原因が禁止行動「小便を漏らす」であることを突き止める活躍を見せる。最終盤まで生き残るが、和田にはめられて禁止行動「質問をする」で自殺暗示が発動し、目や口にガラスの破片を突き刺し死亡。クラスで30番目の犠牲者。
実写映画版では帰宅部所属。吉川の死亡時に携帯電話を使用したため、禁止行動「携帯電話を使う」が発動し飛び降り自殺をした。

#### その他女子生徒
安西桃子（あんざい ももこ）
演 - 河井つくし
クラスメイト全員が和田の策略にはまり、バスに乗り帰宅することになった。榊がバスを止めたが、運悪く前の席に座っていたため、禁止行動「学校の外へ出る」で自殺暗示が発動し、自らの顔を握りつぶし死亡。クラスで5番目の犠牲者。
実写映画版では文化系女子グループの一員。終盤まで生き残るが和田の策略にハマり、禁止行動「酒を浴びる」にて自殺暗示が発動。小型ナイフで首を切り死亡。
小山内夏生（おさない なつき）
演 - 戸苅ニコル沙羅
中学生の頃に万引きをして警察に捕まったことがある。自殺催眠から解放される第二のボーナスタイムで、樫村を生かそうとした榊に気絶させられる。その後、ボーナスタイムの制限時間オーバーにて自殺。クラスで17～20番目の犠牲者。
実写映画版ではダンス部所属。江崎と恋愛関係にある。江崎と共に追い込まれ、彼と禁止行動「10秒以上見つめ合う」を実行したことで、自らの身体に槍を刺し自殺。
君津早苗 （きみつ さなえ）
演 - 鈴木つく詩
スポーツ万能な体育会系女子。井沢曰く2年C組三大美人の一人。和田に好意を寄せており、彼が孤立した後も常に味方をする。しかし第1のボーナスタイム｢4人の死の瞬間を目撃する｣が発令したため、その好意を和田に利用され、禁止行動「勃起した性器に手を触れる」を実行したことで自殺暗示が発動。鎖で首を引きちぎり死亡。クラスで7番目の犠牲者。
実写映画版ではバレー部に所属し、原作同様和田に好意を寄せている。その行為を利用され、禁止行動「性器に手を触れる」で自殺暗示が発動。保健室のハサミで自ら首を切り死亡。
小泉はるか（こいずみ はるか）
演 - 若月佑美
山本が死亡した直後に携帯電話で母親に助けを求めたため、禁止行動「携帯電話を使う」と「クラスメイト以外に視聴覚室で起きたことを知らせる」で自殺暗示が発動し、自ら舌を噛み死亡した。クラスで2番目の犠牲者。
実写映画版では樫村と親友で、バドミントン部に所属している。末路は原作と同様。
佐々木萌香（ささき もえか）
演 - 駒形咲希
ギャル系女子。園田と共に朝比奈をいじめていた。ツインテール。羽柴に好意を抱いている。第二のボーナスタイムにて村瀬の罠にハマり「実験台」となり、禁止行動「ハサミで髪を切る」で自殺暗示が発動。ハサミで左手を切断し、大量出血で死亡。クラスで10番目の犠牲者。
実写映画版ではギャル系女子となっており、箕輪に従わされている一面がある。終盤まで生き残るが和田の策略にハマり、禁止行動「酒を浴びる」にて自殺暗示が発動。体育館内にて首つり自殺をする。
清水里沙子（しみず りさこ）
ストレートロングの黒髪が特徴。最終盤まで生き残るが、和田にはめられ、禁止行動「他人を疑う」で自殺暗示が発動し、顔の皮を剥ぐ形で死亡。クラスで29番目の犠牲者。
実写映画版には未登場。
鈴木みのり（すずき みのり）
演 - 宮本夏花
逆上した篠田により、包丁で刺殺される。クラスで22番目の犠牲者。また、｢シグナル100｣作画を担当した近藤しぐれさんのお気に入りの登場人物でもある。
実写映画版では文化系女子グループの一員。終盤まで生き残るが和田の策略にハマり、禁止行動「酒を浴びる」にて自殺暗示が発動。
津島愛（つしま あい）
演 - 大森つばさ
最終盤まで生き残るが、羽柴の背中の自殺合図を本人に教えたことにより自殺。クラスで28番目の犠牲者。
実写映画版では文化系女子グループの一員。終盤まで生き残るが和田の策略にハマり、禁止行動「酒を浴びる」にて自殺暗示が発動。自らカッターナイフを目に突き刺し死亡。
奈良敬子（なら けいこ）
肥満体型の女子生徒。最終盤まで生き残り自身を追い詰めようとした村瀬を逆に罠にハメて殺害するが、最終的に榊により刺殺された。クラスで34番目の犠牲者。
実写映画版には未登場。
野島芽衣子（のじま めいこ）
演 - 工藤綾乃
羽柴と共に失踪した園田を探していたが、校長や篠田ら教員により背後から撲殺される。クラスで12番目の犠牲者。
実写映画版ではバレー部に所属し、君津とは親友関係。和田が君津を殺害したことに感づき、単身彼に反発した。その結果、禁止行動「7人以上の人間から同時に指をさされる」を実行され死亡。
萩野里未（はぎの さとみ）
演 - 宮下一紗
バス内で起こった安西と田中の死により精神的ダメージを受ける。その後、改心する演技を見せた堂上に騙され、禁止行動「ペットボトルで水を飲む」で自殺暗示が発動。両目を錐で刺し死亡。クラスで8番目の犠牲者。
実写映画版ではギャル系女子となっており、箕輪に従わされている一面がある。パニックに陥り、禁止行動「学校の外へ出る」で自殺暗示が発動。自らの首を一回転させ助けを求めながら死亡する。
水谷雫（みずたに しずく）
演 - 山本彩加
セクシーな体つきと、目元のほくろがチャームポイントの女子。第二のボーナスタイムで、樫村を生かそうとした榊に気絶させられる。その後、ボーナスタイムの制限時間オーバーにて自殺。クラスで17～20番目の犠牲者。
実写映画版ではダンス部に所属し、関とは恋愛関係。常にジャージを着ており、それにより禁止行動「ジャージを着る」が発動し飛び降り自殺をした。
三井今日子（みつい きょうこ）
ギャル系女子。園田、佐々木と共に朝比奈をいじめていた。ボブカット。禁止行動「顔にチョークの粉を塗る」で自殺暗示が発動し、自らの顔を押しつぶし死亡。クラスで11番目の犠牲者。
実写映画版には未登場。
吉川絵美（よしかわ えみ）
演 - 三上紗弥
樫村と同じく暗示を恐れるがあまりトイレに行けず、禁止行動「小便をもらす」で自殺暗示が発動する。シャープペンシルを脳幹に刺し死亡。クラスで3番目の犠牲者。
実写映画版では遅刻癖のある生徒となっており、禁止行動「遅刻をする」で自殺暗示が発動し、飛び降り自殺をする。また、下部にかけられた催眠により指示を受け、自殺催眠のビデオを視聴覚室に流してしまう。

#### 実写映画版オリジナルキャラクター
西園寺聖也（さいおんじ せいや）
演 - 甲斐翔真
サッカー部のキャプテン。仲間思い。
藤春昴（ふじはる すばる）
演 - 中尾暢樹
サッカー部所属。内気な性格。
桐野玄（きりの げん）
演 - 福山翔大
サッカー部所属。クラスのムードメーカー。
米村麗華（よねむら れいか）
演 - 真崎かれん
文化系女子グループの一員。

### 私立聖新高等学校教員
下部（しもべ）
演 - 中村獅童
学級崩壊した2年C組の担任。和田ら不良たちには土下座を強要されるなどイジメられており、生徒たちからは「下僕」と呼ばれている。
言うことを聞かない生徒たちに復讐する機会を伺っており、日常的な行動の一部を禁止行動とし、それらを実行した者は暗示が発動して自殺するという「後催眠」を榊以外の2年C組全生徒に掛ける。催眠を解くための「解催眠」の合図は「クラスメイト全員の死を見届けること」。
以前はアメリカの有名な心理学研究室にいた実績を持っており、校長からはその実績を買われて雇用された経緯がある。
実写映画版ではいじめられた経緯が無く、完全にサイコパスの人物に変わっている。
校長（こうちょう）
下部の上司にあたる人物。2年C組が学級崩壊した責任を下部に押し付け、彼の精神を追い詰めていた。
家族全員が後催眠をかけられ、妻が自殺暗示で死亡した為、篠田や八代と共に家族を守るためにC組の生徒たちを襲撃する。C組を助けようとした八代を斧で殺害し、朝比奈に致命傷を負わせたが、彼女にメスで心臓を刺されて死亡。
篠田（しのだ）
妻と息子を人質に取られた状態でC組の生徒を殺すように命じられ、C組の生徒たちを襲撃する。榊に薬を渡されるが、妻と息子が自殺した為、再びC組の生徒たちを襲撃する。最終的には児玉に階段から飛びつかれ、落下し死亡した。
西川（にしかわ）
体育教師。自殺暗示によって家族が全員死亡し、園田を犯そうとするが、朝比奈に妨害され、スタンガンによる電撃で死亡。
竹中（たけなか）
生徒を殺そうという姿勢は見せておらず、途中で死亡する。後に下部の協力者によって殺害された事が判明する。
八代（やしろ）
養護教諭の女性。10歳の娘がいる。教師の中では唯一、2年C組の生徒を助けようとしたが、校長により殺害される。
岩崎（いわさき）
元体育教師。樫村を体育館で襲い無理やり犯そうとしたため、榊に半殺しにされその後退職した。

### その他
校長の妻
本名は不明。後催眠をかけられており、その場から動いた事で自殺暗示が発動し、舌を噛み切って死亡。
美加（みか）
校長の娘。後催眠をかけられており、自殺暗示で死亡する母親を見て怯えていた。
篠田季実子（しのだ きみこ）、篠田翔太（しのだ しょうた）
篠田の妻子。後催眠をかけられた。篠田から薬を貰って飲んだが、その薬は失敗作だった為、自殺暗示が発動し、季実子は舌を噛み切って死亡、翔太はフォークを目に突き刺して死亡してしまう。

## 書誌情報
- 宮月新（原作）、近藤しぐれ（作画） 『シグナル100』 白泉社〈ジェッツコミックス→ヤングアニマルコミックス〉、全4巻
  1. 2016年2月29日発売[6]、ISBN 978-4-592-14126-6
  2. 2016年5月27日発売[7]、ISBN 978-4-592-14127-3
  3. 2016年10月28日発売[8]、ISBN 978-4-592-14128-0
  4. 2016年11月29日発売[9]、ISBN 978-4-592-14129-7

## スピンオフ『シグナル100 零』
本作の前日譚（スピンオフ）として、宮月原作、Ryuki作画による『シグナル100 零』（シグナルひゃく ゼロ）が、白泉社の漫画アプリ『マンガPark』にて2019年に配信された。

### 書誌情報（スピンオフ）
- 宮月新（原作）、Ryuki（作画） 『シグナル100 零』 白泉社〈ヤングアニマルコミックス〉、全1巻
  - 2020年1月17日発売[11]、ISBN 978-4-592-16050-2

## 実写映画
2020年1月24日公開。監督は竹葉リサ、主演は橋本環奈。R15+指定。
同年4月にベルギー・ブリュッセルで開催される予定だった「ブリュッセル・ファンタスティック国際映画祭」への招待を受けていた（新型コロナウイルス感染症の感染拡大のため、同年の映画祭は中止となっている）。

### キャスト
- 樫村怜奈：橋本環奈[5]
- 榊蒼汰：小関裕太[13]
- 和田隼：瀬戸利樹[13]
- 西園寺聖也：甲斐翔真[13]
- 藤春昴：中尾暢樹[13]
- 桐野玄：福山翔大[13]
- 羽柴健太：中田圭祐[13]
- 園田樹里：山田愛奈[13]
- 小泉はるか：若月佑美[13]
- 関克美：前原滉[13]
- 山本英司：栗原類[13]
- 箕輪紀子：恒松祐里[13]
- 野島芽衣子：工藤綾乃
- 久保田純哉：中島健
- 吉川絵美：三上紗弥
- 君津早苗：鈴木つく詩
- 伊沢学：白石拳大
- 小宮山澪織：北村優衣
- 堂上真一郎：市川理矩
- 児玉力：小出水賢一郎
- 朝比奈優子：さいとうなり
- 萩野里未：宮下一紗
- 森聡志：安田啓人
- 加藤涼：神田穣
- 藤田陽太郎：東啓介
- 米村麗華：真崎かれん
- 佐々木萌香：駒形咲希
- 日野匠：宗綱弟
- 小山内夏生：戸苅ニコル沙羅
- 江崎大和：吉田仁人
- 水谷雫：山本彩加（NMB48）[14]
- 津島愛：大森つばさ
- 安西桃子：河井つくし
- 渡辺望：中島来星
- 坂本紀人：黒澤胤也
- 鈴木みのり：宮本夏花
- 下部：中村獅童[13]

### スタッフ
- 原作：宮月新、近藤しぐれ『シグナル100』（白泉社・ヤングアニマルコミックス）[5]
- 監督：竹葉リサ[5]
- 脚本：渡辺雄介[5]
- 音楽：Jin Nakamura
- 主題歌：yukaDD(;´∀`)「Carry On」（ワーナーミュージック・ジャパン）
- 製作：村松秀信、藤田浩幸、島田明、與田尚志
- プロデューサー：石黒研三、橋本恵一
- アソシエイトプロデューサー：柳迫成彦、高柳亮博
- キャスティングプロデューサー：福岡康裕
- 音楽プロデューサー：津島玄一
- ラインプロデューサー：石川貴博
- プロダクションマネージャー：杉崎隆行
- 撮影：谷川創平
- 照明：李家俊理
- 美術：平井淳郎
- 録音：高野泰雄
- 編集：高橋信之
- 音響効果：柴崎憲治
- スクリプター：柳沼由加里
- 制作担当：曽根晋
- 助監督：大津是
- 製作統括：木次谷良助
- 配給：東映[5]
- 製作プロダクション：東映東京撮影所
- 製作：「シグナル100」製作委員会（東映、電通、白泉社、東映ビデオ）